# Hassane Kamara
Pour les articles homonymes, voir Kamara.
Hassane Kamara, né le 5 mars 1994 à Saint-Denis (France) est un footballeur international ivoirien qui évolue au poste de latéral gauche à l'Udinese Calcio.

## Biographie
Hassane Kamara est issu d'une famille d'origine ivoirienne et malienne. En provenance du Toulouse FC, il rejoint La Berrichonne de Châteauroux en 2013. Les Castelroussins évoluent alors en Ligue 2 et évitent de justesse la relégation; le jeune milieu de terrain devient titulaire de l'équipe première à la fin de la saison 2013-2014 et participe au maintien du club. L'année suivante, il joue 21 matchs pour 4 buts et deux passes décisives.[réf. nécessaire]
Hassane Kamara est transféré en août 2015 au Stade de Reims, pour un contrat d'une durée de quatre ans. Le 19 décembre, le jeune milieu de terrain joue son premier match en Ligue 1, au Stade Armand-Cesari, contre le SC Bastia, remplaçant Franck Signorino, à la 72e minute (défaite, 2-0). Il est également remplaçant lors d'un second match en janvier 2016. Après une saison calamiteuse, les Rémois ne peuvent éviter la relégation en Ligue 2.
La saison suivante, Hassane joue un match en Ligue 2, avant d'être prêté en janvier 2017 à l'US Créteil, qui vient de descendre en National; il récupère ainsi du temps de jeu. La saison suivante, de retour dans le club champenois, il joue 22 matchs et marque 1 but, et participe à la conquête du titre de Champion de France de Ligue 2 et à la remontée en Ligue 1 en 2018.
Le 25 juin 2020, il signe avec l'OGC Nice.
Il dispute son premier match contre le RC Lens le 23 août 2020 où Nice s'est imposé 2-1.
Son premier but avec Nice est intervenu en Ligue Europa contre le Bayer Leverkusen le 3 décembre 2020 lors de la défaite de son équipe 3-2 et son élimination de la compétition.
Il inscrit son premier but en championnat le 9 mai 2021 contre le Stade brestois 29 sur un superbe centre de son coéquipier Alexis Claude-Maurice.
Il clôt sa première saison avec Nice en inscrivant un superbe but en dehors de la surface de réparation contre l'OL pour une victoire 3-2 de son équipe lors de la dernière journée de Ligue 1 qui prive Lyon de Ligue des Champions pour la saison suivante.
Le 4 janvier 2022, il quitte l'OGC Nice et rejoint le Watford FC pour trois saisons.

## Statistiques
| Saison                | Club                  | Championnat           | Championnat | Championnat | Coupe nationale | Coupe nationale | Coupe de la Ligue | Coupe de la Ligue | Compétition(s) continentale(s) | Compétition(s) continentale(s) | Compétition(s) continentale(s) | Total | Total |
| Saison                | Club                  | Division              | M.          | B.          | M.              | B.              | M.                | B.                | Comp.                          | M.                             | B.                             | M.    | B.    |
| 2013-2014             | LB Châteauroux        | Ligue 2               | 5           | 1           | -               | -               | -                 | -                 | -                              | -                              | -                              | 5     | 1     |
| 2014-2015             | LB Châteauroux        | Ligue 2               | 21          | 4           | 3               | 1               | 1                 | 0                 | -                              | -                              | -                              | 25    | 5     |
| 2015                  | LB Châteauroux        | National              | 1           | 0           | -               | -               | -                 | -                 | -                              | -                              | -                              | 1     | 0     |
| Sous-total            | Sous-total            | Sous-total            | 27          | 5           | 3               | 1               | 1                 | 0                 | -                              | -                              | -                              | 31    | 6     |
| 2015-2016             | Stade de Reims        | Ligue 1               | 2           | 0           | -               | -               | -                 | -                 | -                              | -                              | -                              | 2     | 0     |
| 2016-2017             | Stade de Reims        | Ligue 2               | 1           | 0           | 1               | 0               | -                 | -                 | -                              | -                              | -                              | 2     | 0     |
| 2017                  | US Créteil (prêt)     | National              | 15          | 2           | -               | -               | -                 | -                 | -                              | -                              | -                              | 15    | 2     |
| Sous-total            | Sous-total            | Sous-total            | 15          | 2           | 0               | 0               | 0                 | 0                 | -                              | 0                              | 0                              | 15    | 2     |
| 2017-2018             | Stade de Reims        | Ligue 2               | 22          | 1           | 2               | 0               | 2                 | 0                 | -                              | -                              | -                              | 26    | 1     |
| 2018-2019             | Stade de Reims        | Ligue 1               | 16          | 0           | 2               | 0               | 1                 | 0                 | -                              | -                              | -                              | 19    | 0     |
| 2019-2020             | Stade de Reims        | Ligue 1               | 23          | 2           | 1               | 0               | 4                 | 0                 | -                              | -                              | -                              | 28    | 2     |
| Sous-total            | Sous-total            | Sous-total            | 64          | 3           | 6               | 0               | 7                 | 0                 | -                              | 0                              | 0                              | 77    | 3     |
| 2020-2021             | OGC Nice              | Ligue 1               | 36          | 2           | 2               | 0               | -                 | -                 | C3                             | 4                              | 1                              | 42    | 3     |
| 2021-2022             | OGC Nice              | Ligue 1               | 11          | 0           | 0               | 0               | -                 | -                 | -                              | -                              | -                              | 11    | 0     |
| Sous-total            | Sous-total            | Sous-total            | 47          | 2           | 2               | 0               | 0                 | 0                 | -                              | 4                              | 1                              | 53    | 3     |
| 2021-2022             | Watford FC            | Premier League        | 19          | 1           | -               | -               | -                 | -                 | -                              | -                              | -                              | 19    | 1     |
| 2022-2023             | Watford FC (prêt)     | Championship          | 32          | 0           | -               | -               | -                 | -                 | -                              | -                              | -                              | 32    | 0     |
| Sous-total            | Sous-total            | Sous-total            | 51          | 1           | 0               | 0               | 0                 | 0                 | -                              | 0                              | 0                              | 51    | 1     |
| 2023-2024             | Udinese Calcio        | Serie A               | 22          | 0           | 3               | 0               | -                 | -                 | -                              | -                              | -                              | 25    | 0     |
| Total sur la carrière | Total sur la carrière | Total sur la carrière | 222         | 14          | 13              | 1               | 8                 | 0                 | -                              | 4                              | 1                              | 247   | 16    |

## Palmarès
- Champion de France de Ligue 2 en 2018 avec le Stade de Reims